# Amos Gitaï
Amos Gitaï (Haifa, 11 de outubro de 1950) é um cineasta israelense.
Os seus filmes mais conhecidos são O Dia do Perdão (Kippur), e Kedma. Participou em 2002 de 11'9"01 September 11.